# Henry Theophilus Howaniec
Henry Theophilus Howaniec OFM (pol. Henryk Teofil Howaniec; ur. 14 lutego 1931 w Chicago, zm. 30 marca 2018 w Milwaukee) – amerykański duchowny rzymskokatolicki polskiego pochodzenia, franciszkanin, administrator apostolski Ałmaty w latach 1999–2003, biskup diecezjalny Ałmaty w latach 2003–2011, od 2011 biskup senior diecezji Świętej Trójcy w Ałmaty.

## Życiorys
Urodził się 14 lutego 1931 w Chicago – w rodzinie polskich emigrantów. W 1948 wstąpił do zakonu franciszkanów w Pulaski w stanie Wisconsin. 15 sierpnia 1952 złożył śluby wieczyste w Burlington.
Święcenia prezbiteratu otrzymał 14 czerwca 1956 w West Chicago. Kontynuował studia w Chicago, w Cedar Lake w stanie Indiana, a także na uniwersytecie Milwaukee. Po święceniach pracował w Wydawnictwie Franciszkańskim, a potem dwa lata był w Domu Modlitwy. Służył posługą kapłańska chorym w Green Bay przez 6 lat.
W 1968 roku przybył do Rzymu i przez 25 lat pracował w Kurii Generalnej franciszkanów w Rzymie. Na początku 1993 odbył przygotowanie filologiczne i kulturowe w zakresie języka rosyjskiego i za zezwoleniem władz zakonnych wyjechał na misje do Kazachstanu.
4 listopada 1993 przybył do Kazachstanu, gdzie pracował jako administrator parafii w Ałmaty i gwardian konwentu franciszkanów. 
7 lipca 1999 został mianowany administratorem apostolskim w Ałmaty, a 19 września 2000 został wyniesiony do godności biskupa tytularnego Acholla. Święcenia biskupie otrzymał 26 listopada 2000 w Katedrze Trójcy Świętej w Ałmaty. Głównym konsekratorem był abp Marian Oleś – nuncjusz apostolski w Kazachstanie, a współkonsekratorami abp Tomasz Peta – metropolita Astany i Alberto Tricarico – arcybiskup senior.
17 maja 2003 papież Jan Paweł II podniósł administraturę apostolską w Ałmaty do rangi diecezji i mianował go jej biskupem diecezjalnym.
5 marca 2011 papież Benedykt XVI przyjął jego rezygnację złożoną ze względu na wiek, a jego następcą mianował hiszpańskiego misjonarza José Luísa Mumbielę Sierra.
W 2006 był współkonsekratorem podczas sakry administratora apostolskiego Atyrau Janusza Kalety.
Zmarł 30 marca 2018 w Milwaukee w stanie Wisconsin.